# چهارباغ بالا
چهارباغ بالا یکی از مجموعه خیابان‌های تاریخی شهر اصفهان است. این خیابان به همراه چهارباغ پایین، چهارباغ عباسی و چهارباغ خواجو از خیابان‌های تاریخی اصفهان به شمار می‌آید. محله های معروف مرداویج و سعادت‌آباد اصفهان در مسیر این خیابان قرار دارند.
این خیابان در جهت شمالی-جنوبی و در قسمت جنوب زاینده‌رود قرار گرفته که بالای شهر اصفهان به‌شمار می‌آید. به همین دلیل به آن چهارباغ بالا گفته شده‌است.
این خیابان از پل مشهور و تاریخی سی و سه پل در تقاطع آن در شمال با زاینده رود آغاز و در جنوب با میدان آزادی (دروازه شیراز) خاتمه می‌یابد.
قدمت این خیابان به روزگار صفویان می‌رسد.
این خیابان تقریباً در مرکز شهر قرار دارد. در قسمت شمالی آن (در کنار زاینده رود و دهنهٔ سی و سه پل) مجتمع تجاری کوثر و در میان خیابان مجتمع تجاری پارک، اوسان و اُخرا قرار دارد که هردو از مراکز خرید مهم شهر به‌شمار میروند.
همچنین این خیابان دو چهارراه مهم دارد به نام های چهارراه نظر (تقاطع بین خیابان های میرفندرسکی و نظر شرقی)و چهارراه پزشک(تقاطع بین خیابان های دکترشریعتی و شهید نیکبخت).

## ساختمانها و مراکز مهم
1. مجتمع اداری تجاری کوثر(زاینده رود)
2. مجتمع تجاری پارک
3. تالار بورس اصفهان[۱]
4. اداره کل مخابرات استان اصفهان
5. مجتمع تجاری اوسان (مجتمع تجاری)
6. شرکت ملی‌ نفت
7. شرکت ملی گاز اصفهان
8. مجتمع تجاری پارک
9. مجتمع تجاری اخرا
10. مجتمع تجاری اوسان
11. لبنیات رفیعی
12. ساختمان تجاری اداری متروپل
13. مجموعه فرهنگی ورزشی و تفریحی کارگران
14. بیمارستان دکتر شریعتی

## ایستگاه‌های مترو
- ایستگاه مترو سی و سه پل
- ایستگاه مترو دکتر شریعتی

## ساختار فیزیکی‌ خیابان
به صورت کلی‌ خیابان از دو مسیر سه باند شمالی و جنوبی برای خودروها تشکیل شده که در میان دو مسیر دو مسیر پیاده رو با باغچه و فضای سبز قرار دارد. همچنین علاوه بر پیاده روهای میانی، همچنین دو مسیر پیاده رو در دو کناره‌های خیابان طراحی شده‌است. مسیرهای پیاده رو میانی به در چندین قسمت توسط مسیرهای چرخش خودرو بین دو مسیر شمالی و جنوبی قطع شده‌است.
همچنین به خاطر مسیر مناسب پیاده‌روی و نیمکت‌های تعبیه شده در میانه‌ ی خیابان این مسیرها برای پیاده‌روی سالمندان و دوچرخه سواری بسیار مورد استفاده قرار می‌گیرد. به علاوه در وسط خیابان در تقاطع چهار راه نظر حوض آبی قرار دارد که چهره خیابان را زیباتر ساخته است.